# كرايغ ديكنسون
كرايغ ديكنسون (بالإنجليزية: Craig Dickenson)‏ هو لاعب كرة قدم أمريكية أمريكي، ولد في 4 سبتمبر 1971 في غريت فولز في الولايات المتحدة.